# يوتاكا فوكوشيما
يوتاكا فوكوشيما هو طبيب باطني وسياسي ياباني، ولد في 4 يناير 1958 في ساكاي في اليابان. حزبياً، نشط في حزب كوميتو الجديد. وقد انتخب عضو مجلس النواب من اليابان.